# Rachel Blom
Rachel M. Blom (Rotterdam, 7 oktober 1987) is een Nederlands politica namens de PVV. Sinds 16 juli 2024 is zij lid van het Europees Parlement.
Blom was voor haar politieke loopbaan werkzaam in de verzekeringswereld tussen 2018 en 2024. Bij de Europese verkiezingen van 2024 had zij de vijfde plek op de kandidatenlijst van de PVV. Ze werd verkozen met 16.359 voorkeurstemmen. De PVV maakt in de periode 2024-2029 onderdeel uit van de Patriotten voor Europa.
Malik Azmani (VVD) · 
Jeannette Baljeu (VVD) · 
Tom Berendsen (CDA) ·
Brigitte van den Berg (D66) ·
Rachel Blom (PVV) · 
Anouk van Brug (VVD) · 
Mohammed Chahim (PvdA) · 
Ton Diepeveen (PVV) · 
Marieke Ehlers (PVV) · 
Bas Eickhout (GL) ·
Raquel García Hermida-van der Walle (D66) ·
Gerben-Jan Gerbrandy (D66) ·
Dirk Gotink (NSC) ·
Bart Groothuis (VVD) ·  
Anja Hazekamp (PvdD) · 
Sebastian Kruis (PVV) · 
Ingeborg ter Laak (CDA) ·
Reinier van Lanschot (Volt) ·
Jessika van Leeuwen (BBB) · 
Jeroen Lenaers (CDA) ·
Marit Maij (PvdA) · 
Thijs Reuten (PvdA) · 
Bert-Jan Ruissen (SGP) · 
Sander Smit (BBB) · 
Kim van Sparrentak (GL) ·
Sebastiaan Stöteler (PVV) · 
Tineke Strik (GL) ·
Anna Strolenberg (Volt) ·
Catarina Vieira (GL) ·
Lara Wolters (PvdA) · 
Auke Zijlstra (PVV)
de delegatieleiders staan vet weergegeven
- Parlement.com: vmdwec5c7ar1